# Pyrilia vulturina
Pyrilia vulturina là một loài chim trong họ Psittacidae.